# Buti Joseph Tlhagale
Buti Joseph Tlhagale OMI (ur. 26 grudnia 1947 w Randfontein) – południowoafrykański duchowny katolicki, arcybiskup Johannesburga w latach 2007–2024. 

## Życiorys
Święcenia kapłańskie przyjął 29 sierpnia 1976.

## Episkopat
2 stycznia 1999 został mianowany arcybiskupem Bloemfontein. Sakry biskupiej udzielił mu 10 kwietnia 1999 - abp Peter Fanyana Butelezi.
8 kwietnia 2003 został mianowany przez Jana Pawła II ordynariuszem diecezji Johannesburga. 5 lipca 2007 po podniesieniu diecezji do rangi metropolii został jej pierwszym metropolitą.
28 października 2024 papież Franciszek przyjął jego rezygnację z urzędu arcybiskupa Johannesburga. 